# Колыхматова, Инна Сергеевна
Инна Сергеевна Колыхматова (род. 1 февраля 1980 года, Серов, Свердловская область, РСФСР, СССР) — российский общественный деятель, Глава Петрозаводского городского округа.

## Биография
Окончила в Серове «Северный педагогический колледж» в 2000 году по специальности «Иностранный язык». Трудовую деятельность начала в 2000 году в Главном управлении Министерства юстиции РФ по Свердловской области. До 2015 года работала в Управлении Федеральной службы судебных приставов по Свердловской области, в том числе заместителем руководителя управления (заместитель главного судебного пристава).
Совмещала работу с учёбой. Окончила в 2003 году Гуманитарный университет в Екатеринбурге (специальность «юриспруденция»). В 2007 году окончила Удмуртский государственный университет (специальность «финансы и кредит»).
В 2015—2018 годах работала в Управлении Федеральной службы судебных приставов по Московской области, заместитель руководителя управления (заместитель главного судебного пристава).
С 2018 года в Петрозаводске — первый заместитель министра в Министерстве имущественных и земельных отношений Республики Карелия.
С 2021 года в администрации Петрозаводского городского округа, первый заместитель главы Администрации Петрозаводского городского округа.
27 июня 2023 года избрана временно исполняющей обязанности Главы Петрозаводского городского округа в связи с добровольной отставкой Владимира Любарского. 24 ноября 2023 года на сессии Петросовета избрана Главой Петрозаводского городского округа. 1 декабря 2023 года вступила в должность Главы Петрозаводского городского округа.